# Gymnomitrion mucrophorum
Gymnomitrion mucrophorum là một loài Rêu trong họ Gymnomitriaceae. Loài này được R.M. Schust. mô tả khoa học đầu tiên năm 1995.